# Барима-Уайни
Барима-Уайни (англ. Barima-Waini) — регион в Гайане, который располагается на северо-западе страны. Административный центр — город Мабарума.
С севера Барима-Уайни омывается Атлантическим океаном, на востоке с регионом Померун-Супенаам, на юге с регионом Куюни-Мазаруни, а на западе с Венесуэлой.

## Экономика
Основными видами деятельности в регионе являются лесное хозяйство и добыча золота. Северные и северо-восточные секции включают в себя тысячи гектаров богатой аллювиальной почвы, на которой выращивают такие культуры, как кофе, маниок, ямс, капуста, фасоль, кукуруза, арахис и цитрусовые.

## Население
Правительство Гайаны проводило три официальных переписи, начиная с административных реформ 1980 года: в 1980, 1991 и 2002 годах. В 2002 году население региона достигло 24 275 человек. Официальные данные переписей населения в регионе Барима-Уайни:
- 2012: 26 941 человек
- 2002: 24 275 человек
- 1991: 18 428 человек
- 1980: 18 329 человек